# Impatiens neglecta
Impatiens neglecta là một loài thực vật có hoa trong họ Bóng nước. Loài này được Y.L. Xu & Y.L. Chen mô tả khoa học đầu tiên năm 1999.